# هايدكي كاتسورا
هايدكي كاتسورا (باليابانية: 桂 秀樹) (6 مارس 1970 في توكوشيما في اليابان – )؛ هو لاعب كرة قدم ياباني سابق كان يلعب كلاعب وسط.

## وصلات خارجية
- هايدكي كاتسورا على موقع رابطة كرة القدم اليابانية للمحترفين (اليابانية)
- هايدكي كاتسورا على موقع عالم كرة القدم.نت (الإنجليزية)